# Batänja

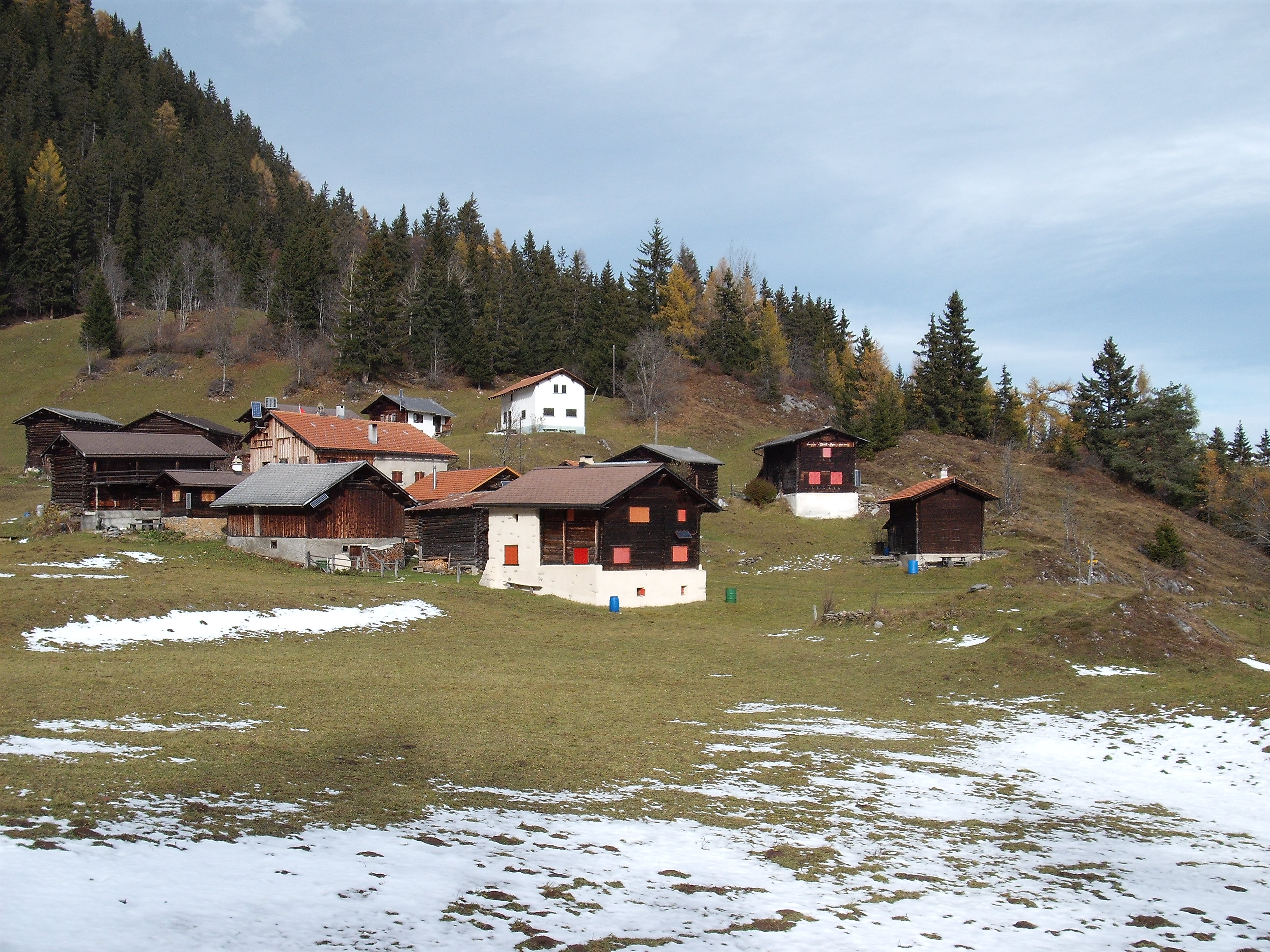
Übersicht. Spätherbst.

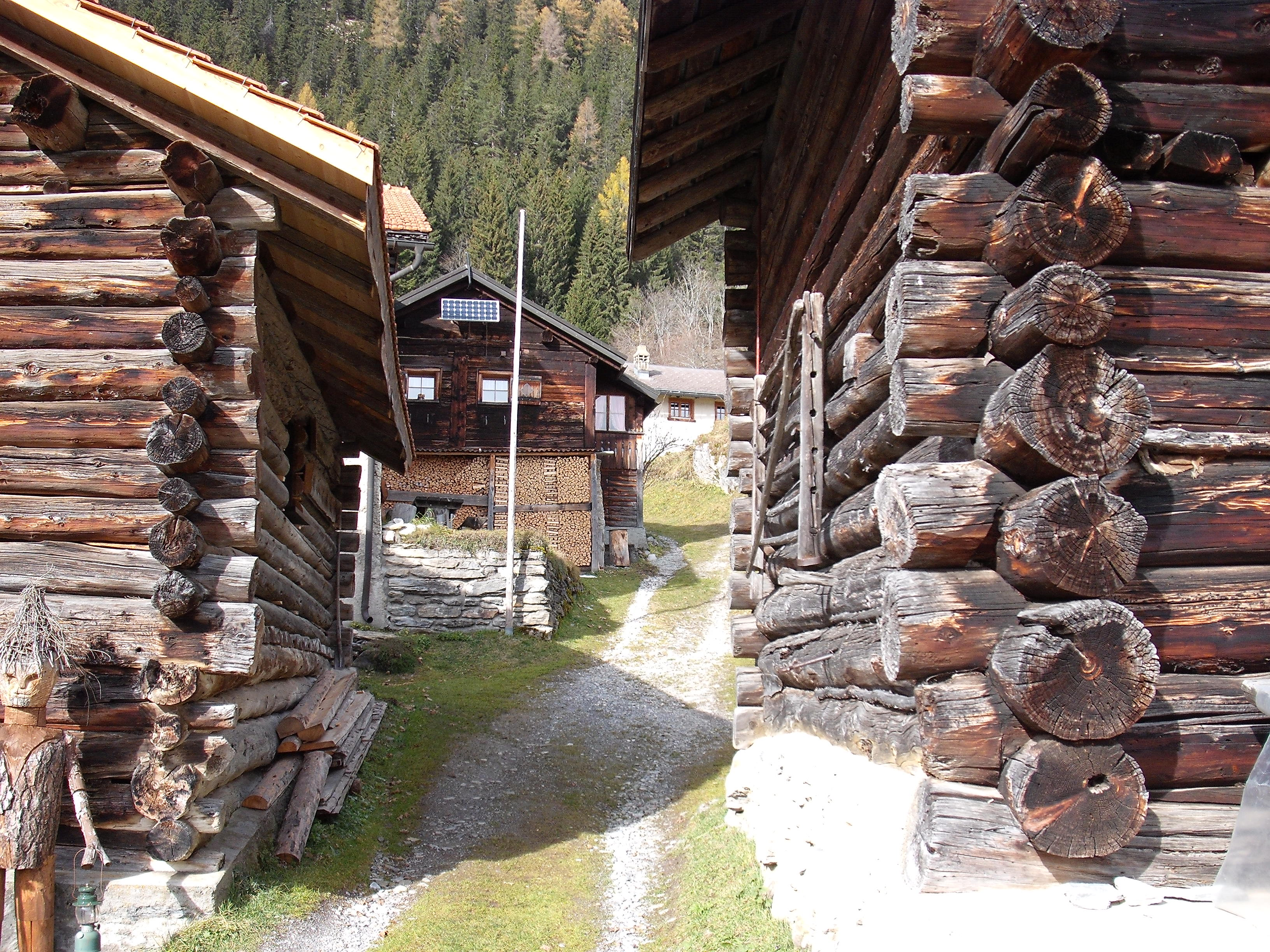
Einzelne Walserhäuser

Batänja (betont auf der zweiten Silbe) bezeichnet eine ehemalige Walsersiedlung auf Gemeindegebiet von Haldenstein im Bündner Rheintal. Die bis 1869 ganzjährig bewohnte Siedlung liegt auf ca. 1400 m ü. M. am Haldensteiner Calanda.

## Geschichte
Ersturkundlich erwähnt wird Batänja im Jahr 1274 unter dem Namen Seuils. Der sich danach durchsetzende Name Batänja geht wohl etymologisch zurück auf das rätoromanische Wort pitgogna (= stark ansteigender Pfad, Stutz, steiles Wegstück). Batänja, das zeitweise mehr als 100 Einwohner zählte, war politisch und kirchlich stets zur Gemeinde Haldenstein zugehörig. Bis ins 19. Jahrhundert hinein führten die Bewohner allerdings eine eigene Schule.
Im Jahre 1424 hat der Überlieferung zufolge Peter von Griffensee den Brüdern Hans, Dietrich und Jos Batänier den Flecken zum Lehen gegeben.
Das älteste noch erhaltene Haus, das im Walserdeutsch sogenannte Büehl Hus, geht auf das Jahr 1464 zurück.

## Gegenwart
Im Turnus von zwei Jahren wird auf Batänja das Bergfest gefeiert, dessen Erlös dem Unterhalt der Walsergebäude zugutekommt.